# Ragnheiður Jónsdóttir
Ragnheiður Jónsdóttir (ur. 1646, zm. 1715) – islandzka krawcowa, żona dwóch biskupów Hólar.

## Życiorys
Ragnheiður Jónsdóttir urodziła się w 1646 roku, była córką katolickiego duchownego, Jóna Arasona. Była powszechnie znana jako krawcowa i nauczycielka rzemiosła. W wieku 28 lat Ragnheiður wyszła za mąż za luterańskiego biskupa Gísli Þorlákssona, zostając jego trzecią żoną. Gdy po dziesięciu latach Gísli zmarł, Ragnheiður zamieszkała na farmie Gröf. Przez następne osiem lat biskupem Hólar był Jón Vigfússon, a w 1692 roku zastąpił go Einar Þorsteinsson. Cztery lata później Ragnheiður wyszła za mąż za biskupa Einara, który jednak zmarł po miesiącu. Przez następne 19 lat Ragnheiður żyła jako wdowa i zmarła w 1715 roku w wieku 69 lat.
Jako ważna postać islandzkiej historii, Ragnheiður jako pierwsza kobieta została uhonorowana umieszczeniem jej podobizny na islandzkich środkach płatniczych. Jej wizerunek znajduje się na banknocie 5000 krónur z 1986 roku. Na awersie znajduje się jej portret, a na rewersie scena, na której Ragnheiður uczy haftu dwie dziewczyny oraz jej inicjały.